# Hami-i Amidi
Hami-i Amidi (Diyarbakır 1679-1747) fou un poeta otomà de Diyarbekir. Va entrar al servei imperial el 1709 i fou beglerbegi de Diyarbekir i després d'Erzurum. El 1726 es va retirar com a funcionari i va començar a escriure poesia. El seu diwan el formen diverses poesies.